# Apácavirág
Az apácavirág (Nonea) a borágófélék (Boraginaceae) családjába tartozó, kevés fajt számláló nemzetség. Népies elnevezései apácafű, édesvirág, szipóka, piszifüle, gyászoska, gyászolka, gyászoló nyakó.
Magyarországon egyetlen faj, a Nonea pulla fordul elő. Mirigyes szőröktől szürkés színű, 20–40 cm magas, kissé terebélyes egyéves vagy évelő növény. Nem védett.

## Élőhely
Löszpuszták, szárazabb legelők viszonylag gyakori növénye. Homoktalajon is megtelepszik.

## Jellemzők
- Virágai kicsik, nagyon sötét (már-már feketés) bíbor színűek, erről könnyen felismerhető. Áprilistól júliusig virágzik. (A ritka f. ochroleuca az alapfaj sárgás színű virágú változata)
- A levelek hosszúkás lándzsásak, szélük és levéllemezük ép, a felsők félig szárölelők, az alsók tőrózsát alkotnak. A száron a levelek elszórtan helyezkednek el. Finom tapintású, selymes, fehér színű szőrök borítják, mint a hengeres szárát is.
- Termése horgas felületű makkocska. A magokon található kis kampók az állatok bundájába ragadnak, így tud terjedni a növény.[2]

## A nemzetség további fajai
- N. lutea (Desv.) DC
- N. rosea (Bieb.) Link
- N. vesicaria (L.) Riechenb.